# Behind the Mask (bài hát)
"Behind the Mask" là ca khúc do Chris Mosdell và Ryuichi Sakamoto sáng tác. Ca khúc được nhiều nghệ sĩ thể hiện từ khi phát hành lần đầu vào năm 1979.

## Phiên bản của Yellow Magic Orchestra

### Danh sách track
Đĩa nhựa của Yellow Magic Orchestra (1979)
1. Behind the Mask (mono) 	3:35
2. Behind the Mask (stereo) 3:35

Đĩa đơn tại Nhật của Ryuichi Sakamoto (1987)
1. Behind the Mask -	5:29
2. Risky -	6:22
3. Field Work -	5:07

Đĩa đơn CD maxi của Ryuichi Sakamoto ("Behind the Mask +3") (1987)
1. Behind the Mask -	5:29
2. Risky -	6:22
3. Field Work -	5:07
4. Steppin' Into Asia (TV) -	3:39
5. Field Work (chỉnh sửa) -	2:34
6. 両眼微笑 (không lời) -	3:57

## Phiên bản của Michael Jackson
"Behind the Mask" là một bài hát nằm trong album phát hành sau khi mất của ca sĩ người Mỹ Michael Jackson, Michael (2010). Nó được phát hành vào ngày 14 tháng 12 năm 2010 như là đĩa đơn thứ 3 trích từ album.

### Danh sách bài hát
| Tải kĩ thuật số  | Tải kĩ thuật số           | Tải kĩ thuật số |
| STT              | Nhan đề                   | Thời lượng      |
| ---------------- | ------------------------- | --------------- |
| 1.               | "Behind the Mask" (Album) | 5:01            |
| Tổng thời lượng: | Tổng thời lượng:          | 5:01            |

| Đĩa 7" Behind the Mask/Hollywood Tonight | Đĩa 7" Behind the Mask/Hollywood Tonight | Đĩa 7" Behind the Mask/Hollywood Tonight |
| STT                                      | Nhan đề                                  | Thời lượng                               |
| ---------------------------------------- | ---------------------------------------- | ---------------------------------------- |
| 1.                                       | "Behind the Mask" (Radio)                | 3:39                                     |
| 2.                                       | "Hollywood Tonight" (Throwback Mix)      | 3:46                                     |
| Tổng thời lượng:                         | Tổng thời lượng:                         | 07:00                                    |

| Đĩa CD quảng cáo tại Ba Lan | Đĩa CD quảng cáo tại Ba Lan | Đĩa CD quảng cáo tại Ba Lan |
| STT                         | Nhan đề                     | Thời lượng                  |
| --------------------------- | --------------------------- | --------------------------- |
| 1.                          | "Behind the Mask" (Radio)   | 3:39                        |
| Tổng thời lượng:            | Tổng thời lượng:            | 3:39                        |

### Xếp hạng
| Bảng xếp hạng (2010–2011)      | Vị trí cao nhất |
| ------------------------------ | --------------- |
| Belgium (Ultratip 50 Wallonia) | 24              |
| Japan Hot 100                  | 71              |

### Lịch sử phát hành
| Nước   | Ngày                | Định dạng             |
| ------ | ------------------- | --------------------- |
| Pháp   | 21 tháng 2 năm 2011 | CD (quảng cáo), Radio |
| Pháp   | 11 tháng 4 năm 2011 | Đĩa than              |
| Ý      | 12 tháng 4 năm 2011 | Đĩa than              |
| Ba Lan | 4 tháng 7 năm 2011  | Radio                 |